# Liste der Biografien/Anl
Liste der Biografien |
Portal Biografien |
Personensuche
# |
A |
B |
C |
D |
E |
F |
G |
H |
I |
J |
K |
L |
M |
N |
O |
P |
Q |
R |
S |
T |
U |
V |
W |
X |
Y |
Z |
?
 
Aa |
Ab |
Ac |
Ad |
Ae |
Af |
Ag |
Ah |
Ai |
Aj |
Ak |
Al |
Am |
An |
Ao |
Ap |
Aq |
Ar |
As |
At |
Au |
Av |
Aw |
Ax |
Ay |
Az
 
Ana–Anc |
And |
Ane |
Anf |
Ang |
Anh |
Ani |
Anj |
Ank |
Anl |
Anm |
Ann |
Ano |
Anp |
Anq |
Anr |
Ans |
Ant–Anz
Die Liste der Biografien führt alle Personen auf, die in der deutschsprachigen Wikipedia einen Artikel haben. Dieses ist eine Teilliste mit 21 Einträgen von Personen, deren Namen mit den Buchstaben „Anl“ beginnt.

## Anl

### Anla
- Anlamani, nubischer König
- Anlar, Taylan (* 1998), türkischer Eishockeyspieler
- Anlauf, Günter (1924–2000), deutscher Bildhauer und Grafiker
- Anlauf, Judith (* 1990), deutsche Ruderin
- Anlauf, Karl (1877–1951), deutscher Journalist, nationalistischer Kulturpolitiker in Hannover
- Anlauff, Christine (* 1971), deutsche Schriftstellerin
- Anlauff, Meike (* 1979), deutsche Rock- und Popsängerin
- Anlauff, René (* 1972), deutscher Musiker

### Anle
- Anlert, Bengt (1934–2018), schwedischer Fußballspieler und -trainer
- Anlert, Björn (1934–2018), schwedischer Fußballspieler
- Anleu Díaz, Enrique (1940–2023), guatemaltekischer Komponist, Musikwissenschaftler und Musikethnologe
- Anlezark, Justin (* 1977), australischer Kugelstoßer

### Anli
- Anlı, Fırat (* 1971), kurdischer Politiker (HDP)
- Anlı, Hikmet Hayri (1906–1991), türkischer Botschafter
- Anlı, Müge (* 1973), türkische FernsehmoderatorinMüge Anlı (* 1973)

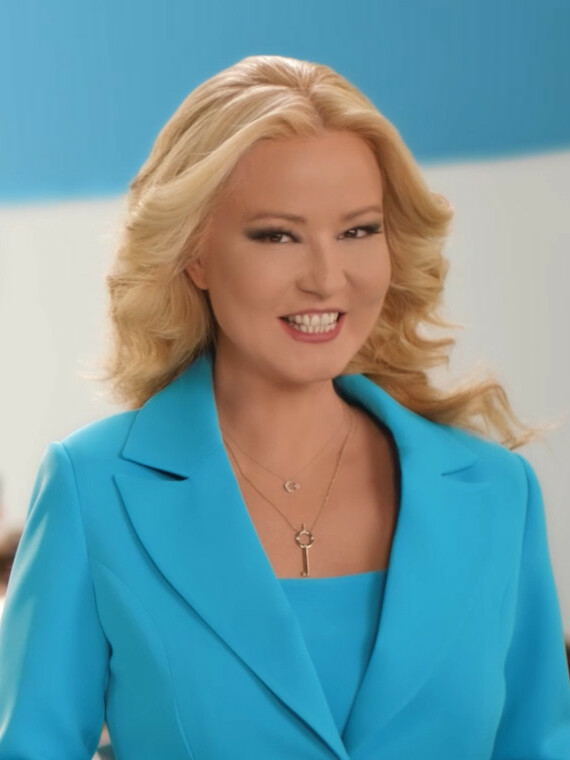
Müge Anlı (* 1973)

- Anliker, Ernst (1892–1975), Schweizer Politiker (SP)
- Anliker, Hans (* 1949), Schweizer Posaunist und Komponist
- Anliker, Kurt (1926–2006), Schweizer klassischer Philologe
- Anliker, Max (1927–2002), Schweizer Physiker und Hochschullehrer
- Anliker, Stephan (* 1957), Schweizer Architekt und ehemaliger Leichtathlet

### Anlo
- Anlos, Alex, US-amerikanischer Schauspieler, Synchronsprecher, Stuntman, Stunt Coordinator und Caster